# CRuby

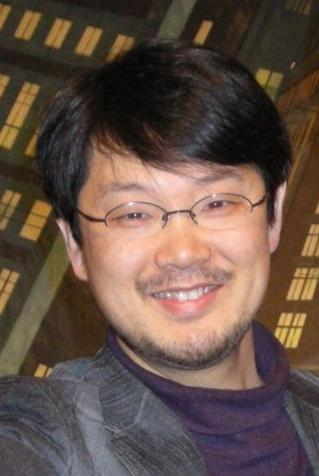
Rubyの開発者のまつもとゆきひろ

CRubyまたはMRI (Matz' Ruby Implementation、Matz Ruby Interpreter) は、まつもとゆきひろによって開発されたRubyのリファレンス実装である。2011年に「JIS X 3017」として標準規格が制定されるまでは、MRIがRubyの言語仕様に準ずるものとして扱われていた。これは言語仕様を明文化しようとした試みである「RubySpec」が失敗した影響もある。Ruby 1.9以降ではYARV (Yet Another Ruby VM) が公式の実装に組み込まれている。

## ライセンス
Rubyのインタプリタとライブラリは、バージョン1.9.2まではGNU GPL v2とRubyライセンスのデュアルライセンスとなっていた。バージョン1.9.3以降は2条項BSDライセンスとRubyライセンスのデュアルライセンスに変更された。この理由として、GNU GPLバージョン3でライセンスされたプログラムと組み合わせて利用できるようになるメリットが挙げられている。

## 動作環境
MRIは以下のオペレーティングシステムで動作する。
- RISC OS
- AmigaOS
- BeOS/Haiku
- IBM i
- DOS
- Maemo
- Linux
- macOS
- Microsoft Windows
- Windows Embedded CE
- MorphOS
- OS/2
- OpenVMS
- Syllable
- Symbian OS
- Compute Node Kernel
- 殆どのUnix系OS